# Klubko (příze)

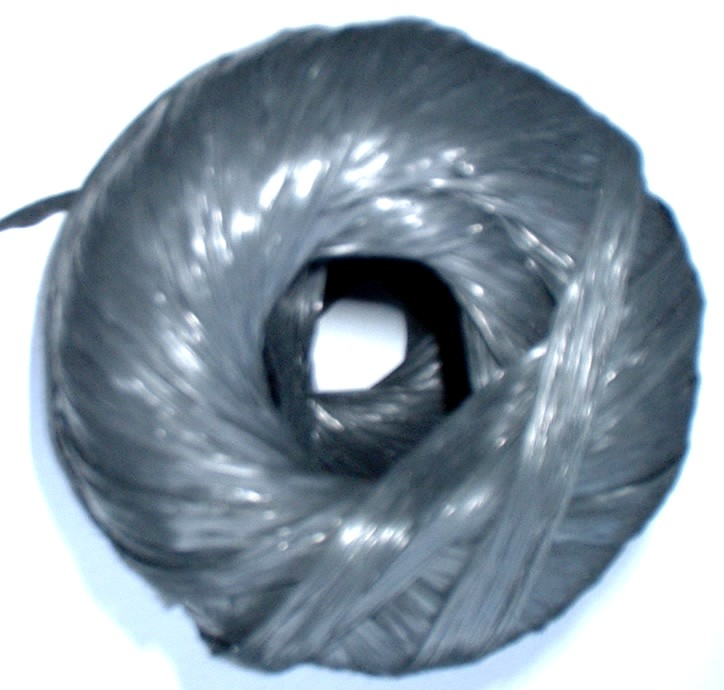
Klubko (na cívce) s fóliovým páskem

Klubko je těleso z příze svinuté do kulovitého nebo soudkovitého tvaru.

## Zhotovení klubka
Původně se klubka smotávala ručně z náhodně překřížených ovinů textilního materiálu. Tímto způsobem se dnes ukládají jen příze při párání ručně pletených výrobků nebo zbytky materiálu z ručních prací.
Ke zhotovení klubek na prodej se používají skoro výhradně klubkovací stroje. Příze nebo podobné materiály se zde navíjí na cívku nebo na kovový trn, ze kterého se hotové klubko stáhne.
Svinovacího ústrojí na klubka bez cívky pracuje následovně: Kovový trn běží s konstantními obrátkami, zatímco křídlo rozvádí přízi s proměnlivou rychlostí a vytváří na klubku podle určitého, nastavitelného systému křížové vinutí. Klubkovací stroje se vyrábí s 6-20 vývody, zčásti s automatickou výměnou a balením plných klubek.

## Druhy a použití klubek
Vlněné příze na ruční pletení a motouzy se zpravidla smotávají bez cívky, fóliové pásky a bavlněné příze na háčkování a pletení se dodávají v klubku navinutém na cívce z lepenky.